# Elatostema retrohirtum
Elatostema retrohirtum är en nässelväxtart som beskrevs av Stephen Troyte Dunn. Elatostema retrohirtum ingår i släktet Elatostema och familjen nässelväxter. Inga underarter finns listade i Catalogue of Life.